# HDAC1
La histona deacetilasa 1 (HDAC1) és un enzim codificat en humans pel gen HDAC1.

## Funció
Les histones tenen un paper crucial en la regulació de la transcripció, en la progressió del cicle cel·lular i en processos de desenvolupament. La acetilació/desacetilació d'histones altera l'estructura del cromosoma, variant així l'accessibilitat dels factors de transcripció a l'ADN. La HDAC1 pertany a la família d'histona deacetilases acuc/alfa i és un dels components del complex histona deacetilasa. Aquesta proteïna interacciona amb la proteïna del retinoblastoma formant un complex que constitueix un element clau en el control de la proliferació cel·lular i la diferenciació cel·lular. Juntament amb la proteïna 2 associada a metàstasi, deacetila a p53 i modula la seva acció sobre la proliferació cel·lular i l'apoptosi.

## Interaccions
La histona deacetilasa 1 ha demostrat ser capaç d'interaccionar amb:
- RAD9A[8]
- DNMT3L[9][10]
- MTA1[11][12]
- FKBP3[13]
- CDC20[14]
- CDH1[14]
- HCFC1[15]
- BUB3[14]
- NCOR2[16][17]
- IKZF1[18][19]
- Prohibitina[20][21]
- EVI1[22][23]
- DDX5[24]
- DNMT3A[25]
- SMAD2[26]
- HDAC2[27][11][28][29][30][31][16][32][33][34][35][36][37]
- MIER1[38]
- SIN3A[39][11][40][41][42][43][44][33][45][34][35][46][47][48]
- Proteína 6 associada a mort[49]
- Receptor androgènic[50]
- HMG20B[27]
- HUS1[8]
- IFRD1[51]
- MLL[52]
- ING1[53][48]
- MyoD[54][55]
- GATA1[56]
- SPEN[57]
- MAD1L1[14]
- Proteïna de la leucèmia promielocítica[58][59]
- CHD3[34][48]
- TGIF1[60][61]
- Proteïna del retinoblastoma-like 2[62][63]
- Proteïna del retinoblastoma-like 1[64][62]
- CHD4[11][42][34]
- RCOR1[27][44]
- RBBP7[11][65][33][36]
- RFC1[66]
- Proteïna del retinoblastoma[67][68][54][21][69][64][62]
- RBBP4[39][11][70][42][44][71][65][33][45][35][36]
- EED[37]
- PHF21A[27][72]
- SIN3B[33][18]
- RELA[73][74][32]
- NFKB1[74]
- BUB1B[14]
- Mdm2[75]
- SATB1[46]
- HSPA4[30]
- SUV39H1[76]
- BUB1[14]
- MBD2[77][65][33]
- ZBTB16[78][79][80]
- DDX17[24]
- BCL6[79][81]
- SUDS3[40][82]
- SAP30[83][84][33][85][86][48]
- Sp1[87][88][45][89]
- MTA2[11][44][33][46]
- PCNA[90]
- CBFA2T3[91][92]
- TOP2B[93][94]
- MBD3[95][33][96]
- CTBP1[97][60][98]
- TOP2A[93][94]
- EZH2[37]
- COUP-TFII[99]